# CrazyGames
CrazyGamesは、オンラインゲームに特化したゲームウェブサイトである。アクションゲーム、パズルゲーム、スポーツゲームなど約4,500のゲームが存在する。

## 成長
2018年11月、デロイトによって10社の「rising stars」の1つに選ばれた。
2019年、デロイトのFast 50ランキングの7位にランクインした。1年後の2020年には4位にランクインした。2021年も47位にランクインした。
2023年、デロイトのベルギーで最も急成長しているベルギーの企業50社にノミネートした。

## 評価
CrazyGamesは概ね好評である。
Wiredは「フラッシュゲームの最高のコレクションを持っている」と賞賛した。
Yahoo Lifestyleは「豊富なパズルゲームを持っている」と賞賛した。